# Linus Roache
Linus William Roache (Manchester, 1. veljače 1964.) je britanski filmski i televizijski glumac. Roache je sin glumca Williama Roachea i njegove prve supruge, glumice Anne Cropper. Svoju glumačku karijeru započeo je u seriji Coronation Street 1975. gdje je glumio Petera Barlowa, sina Kena Barlowa kojeg u seriji i danas tumači njegov otac. 
Od ostalih glumačkih uloga naznjačajnija je ona u seriji Seaforth. Nakon te serije, Roache se privremeno odrekao glume i otišao u Indiju gdje je proveo 18 mjeseci.
Od 2003.godine oženjen je s Rosalind Bennett, a i vegeterijanac je. Roache je trenutno član glumačke postave Zakona i reda gdje glumi izvršnog pomoćnika okružnog tužioca Michaela Cuttera.

## Nagrade
| Godina | Nagrada                                    | Kategorija                              | Ishod      | Serija/Film         |
| ------ | ------------------------------------------ | --------------------------------------- | ---------- | ------------------- |
| 1996.  | Nagrada Chlotrudis                         | Najbolji glavni glumac u seriji         | Nominacija | Priest              |
| 2002.  | Britanska filmska nagrada Evening Standard | Najbolji glavni glumac                  | Osvojeno   | Pandemonium         |
| 2003.  | Zlatni globus                              | Najbolji glavni glumac u seriji         | Nominacija | RFK                 |
| 2003.  | Nagrada Golden Satellite                   | Najbolji sporedni glumac                | Osvojeno   | The Gathering Storm |
| 2004.  | BAFTA Škotska                              | Najbolji glavni glumac u škotskom filmu | Nominacija | Blind Flight        |

## Izabrana filmografija
- Coronation Street (1960.) TV serija, kao Peter Barlow (1975.)
- Omnibus TV serija (1990.) kao Vincent van Gogh
- Seaforth (1994.) TV serija, kao Bob Longman
- Pandemonium (2000.) kao Samuel Taylor Coleridge
- Hartov rat (2002.) kao sat. Peter A. Ross
- RFK (2002.) (TV) kao Robert F. Kennedy
- Preko svih granica (2003.) kao Henry Bauford
- Riddickove kronike (2004.) kao "Purifier"
- Zaboravljeni (2004.) kao Mr. Shineer
- Batman: Početak (2005.) kao Dr. Thomas Wayne
- Zakon i red (1990.) TV serija (2008.) kao Michael Cutter